# Madame de Pompadour
Juana Antonieta Poisson, duquesa-marquesa de Pompadour y duquesa de Menars, con paridad francesa, conocida como Madame de Pompadour (París, 29 de diciembre de 1721 - Versalles, 15 de abril de 1764), fue una cortesana francesa. Introducida en la corte por sus parientes, tras ser presentada al rey Luis XV, se convirtió en su amante desde 1745 a 1751. También fue consejera del monarca e influyente como favorita hasta su muerte.
Pompadour se hizo cargo de la agenda del rey y fue una valiosa ayudante y consejera, a pesar de su frágil salud y de sus muchos enemigos políticos. Consiguió títulos nobiliarios para ella y sus parientes, y creó una red de clientes y partidarios. Tuvo especial cuidado en no enemistarse con la popular reina María Leszczyńska. El 8 de febrero de 1756, la marquesa de Pompadour fue nombrada decimotercera dama de compañía de la reina, cargo considerado el más prestigioso de la corte, que le concedió honores.
Pompadour fue una importante mecenas de la arquitectura y las artes decorativas, especialmente de la porcelana. Fue también mecenas de los philosophes de la Ilustración, entre ellos Voltaire.
Críticos hostiles de la época la tacharon de ser una influencia política malévola, pero los historiadores han sido más favorables y han destacado sus éxitos como mecenas de las artes y defensora del orgullo francés. Historiadores modernos sugieren que los detractores de Pompadour estaban motivados por el temor a la ruptura de las jerarquías existentes que representaba el poder y la influencia de Pompadour, como mujer que no había nacido en la aristocracia.

## Biografía

### Primeros años
Supuesta hija de Magdalena de la Motte y su marido Francisco Poisson, huido de la justicia por fraude a la Hacienda Pública durante la hambruna de 1725. Antes de su partida a Alemania, Francisco Poisson confió su hija al convento de las Ursulinas en Poissy en 1727, conocido por dedicarse a la educación de las jóvenes de la burguesía. En enero de 1730, Madame Poisson llevó a su hija a París, instalándose en la rue Neuve des Bons-Enfants. Magdalena de la Motte era la pareja del alto funcionario Carlos Francisco Paul Le Normant de Tournehem que educó a los hijos de esta mujer como propios.
La niña recibió la mejor educación, abarcando desde la equitación a la música, con Pedro de Jélyotte, pasando por el canto, la danza, los textos clásicos y la declamación, con Juan Bautista de La Noue. Desde los quince años entró en sociedad acompañando a su madre en los salones más destacados de París y tuvo numerosos pretendientes. En este contexto, descubrió el salón literario de Madame de Tencin, una amiga de su madre, que se convertiría en la madrina de la joven. Es en este círculo donde Juana Antonieta aprenderá el arte de la conversación y los valores del espíritu. La madre y su tutor Tournehem eligieron al sobrino del propio Le Normant, Carlos Guillermo Le Normant d'Étiolles. Juana Antonieta Poisson se casó con él el 9 de marzo de 1741. Sus coetáneos la consideraron muy hermosa, con una pequeña boca y un rostro ovalado animado por su vivacidad. Su joven esposo se enamoró perdidamente de ella. La pareja se instaló en un castillo que puso a su disposición el rico Tournehem, en Étiolles, y ella abrió sus salones a sus amigos influyentes, ya que procuraba estar informada de las vicisitudes de la Corte y llamar la atención del rey Luis XV. A finales de 1741 nació su hijo Guillermo Carlos, que fue bautizado en la antigua parroquia de Saint-Paul y que murió prematuramente, y en 1744 nació su hija, llamada Alejandrina, que fue bautizada en la Iglesia de San Eustaquio.
El cardenal de Fleury, que gozaba de toda la confianza del rey y que dirigía personalmente todos los asuntos reales, murió en 1743. El círculo de influencia, que comprendía a los banqueros Hermanos Pâris y al Cardenal de Tencin, su hermana la marquesa de Tencin y el mariscal Richelieu, encontró entonces el momento oportuno para situarse cerca de Luis XV. La duquesa de Châteroux, favorita en ese momento, murió repentinamente con tan solo veintiséis años, ocasionando que se esparcieran rumores de envenenamiento. La joven Jeanne-Antoinette, que estaba próxima a los Pâris, se ofreció para seducir al rey y favorecer ese acercamiento. La estrategia planificada funcionó perfectamente y sus resultados se confirmaron en 1745.

### Amante real

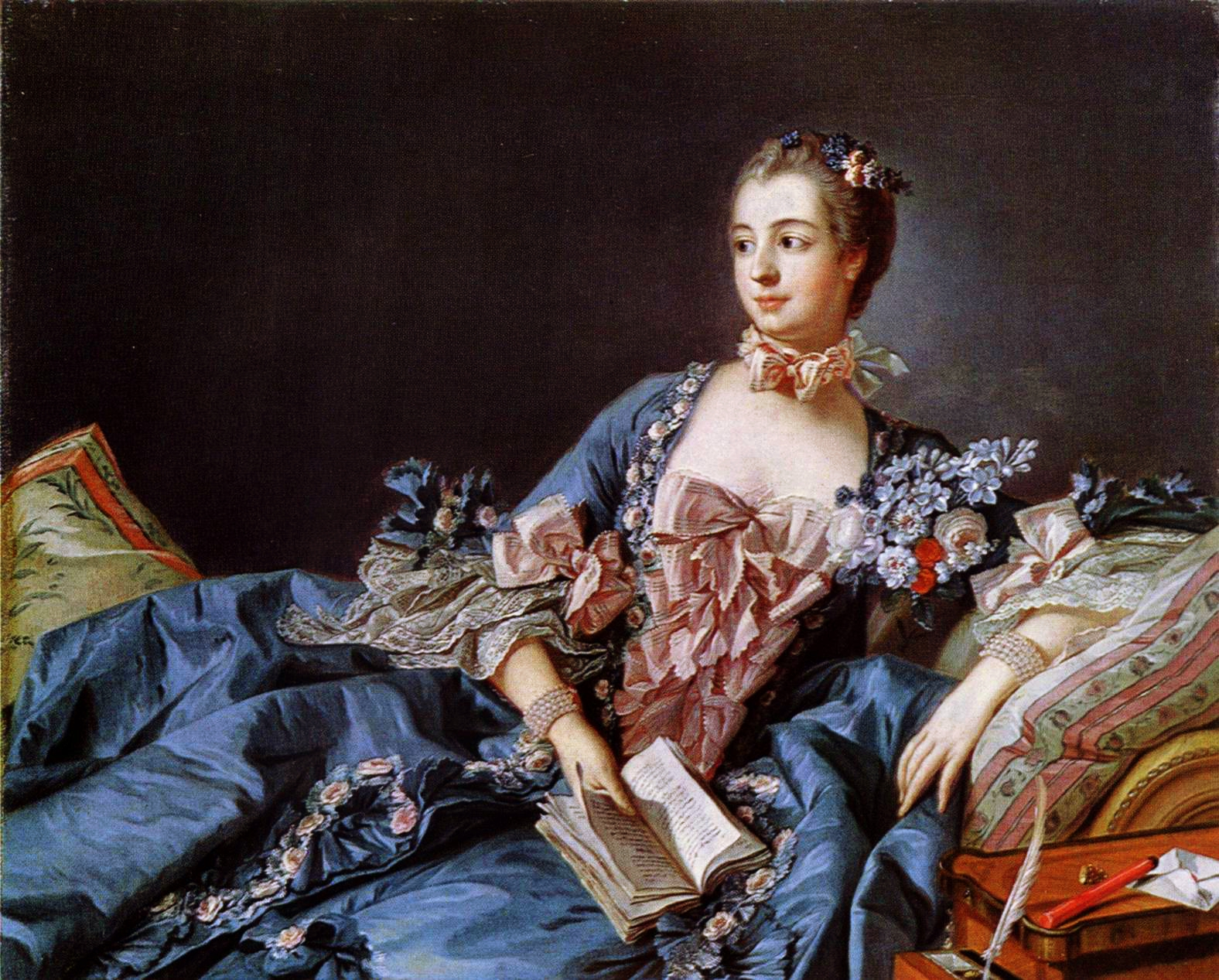
Madame de Pompadour, en un retrato por François Boucher, (1756).

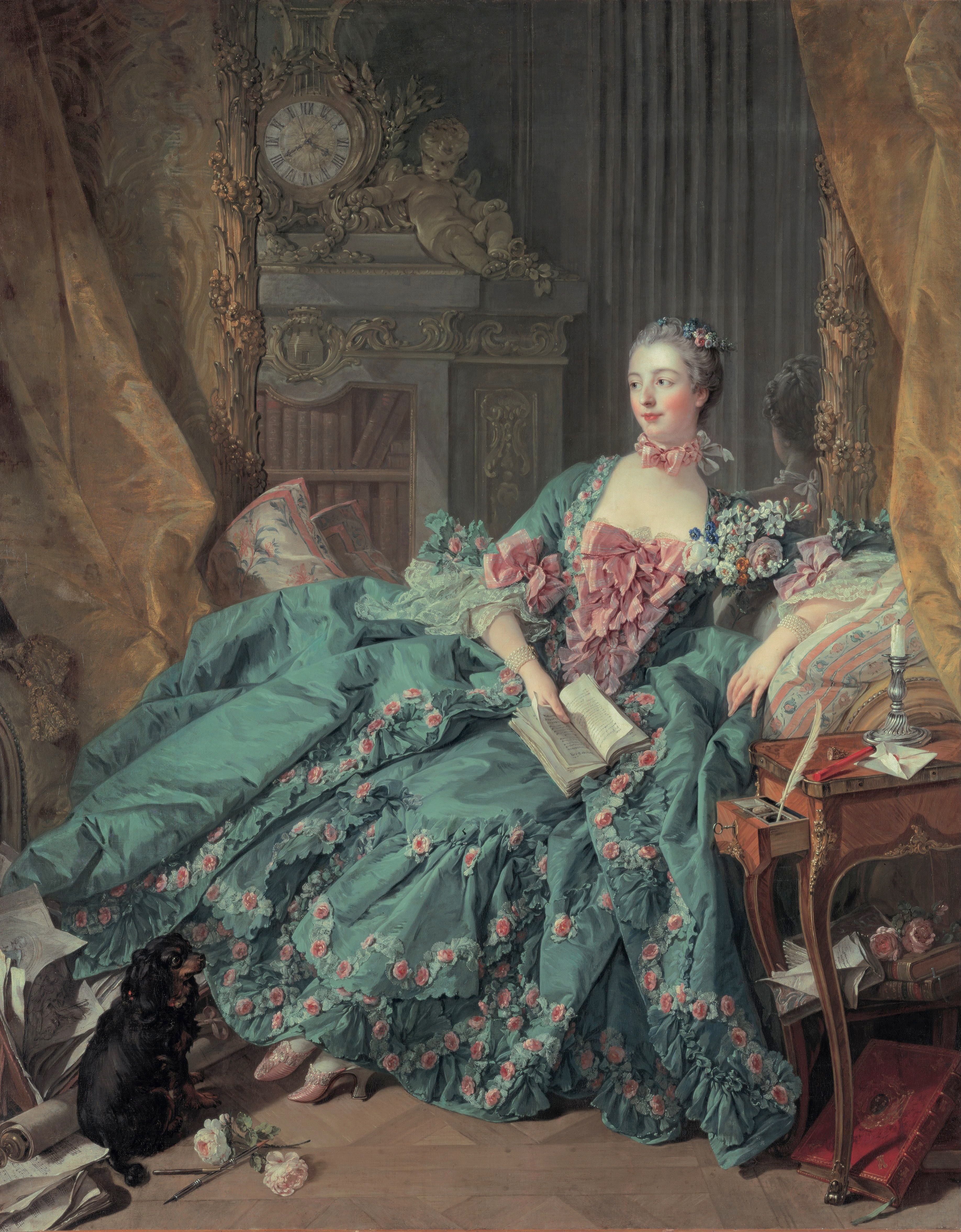
Madame de Pompadour, François Boucher, 1756

En febrero de 1745, Juana Antonieta fue invitada a un baile real de máscaras que se celebró en el Salón de los Espejos del Palacio de Versalles con ocasión de la boda del hijo del rey. El rey y sus cortesanos más cercanos estaban vestidos de tejos y la corte observó que uno de ellos estaba hablando largamente con la bella desconocida bajo la apariencia de Diana la Cazadora. El rey se enamoró de ella y Juana Antonieta fue presentada oficialmente en la Corte de Versalles el 14 de  septiembre de 1745 por la princesa de Contí, convirtiéndose en su «favorita oficial». Tenía 23 años. Agasajada por el rey, sus visitas a palacio menudearon, hasta que Luis XV la instaló en el Palacio de Versalles. En julio, el rey le concedió el dominio de Pompadour, acompañado del título de marquesa, y la separó legalmente de su marido. Recibió posteriormente el título de duquesa con el dominio de Ménars, con derecho al escabel (sentarse frente a la reina) pero nunca hizo uso de él y continuó utilizando el rango de marquesa.
Pese a que compartió la cama del rey solo durante algunos años (sus encuentros íntimos cesaron en el invierno de 1751), nunca perdió su condición de favorita, de «amiga necesaria», de confidente hasta el final de su vida.
Para conservar su posición de favorita oficial alentó la inclinación del rey por las damitas ligeras, muy jóvenes y hermosas. Durante su «reinado» de veinte años, mantuvo unas relaciones muy cordiales con la reina. Madame de Pompadour preparaba, asimismo, todos los informes entre el rey y sus ministros, haciéndoles ir a sus apartamentos.
Apoyó la carrera del cardenal de Bernis y del duque de Choiseul, aconsejó al rey en las alianzas entre Prusia y Austria que llevaron a la Guerra de los Siete Años, la batalla de Rossbach y la pérdida de Canadá. Su influencia política creció hasta tal punto que favoreció el matrimonio altamente diplomático entre María Josefa de Sajonia y el Delfín Luis, hijo de Luis XV, celebrado el 9 de febrero de 1747. Su ascenso social la llevó a ser criticada por panfletos insultantes llamados «poissonnades». Segura de su poder, obtuvo del rey títulos y favores para su hermano, Abel Francisco Poisson, que se convirtió sucesivamente en Marqués de Vandières, Marigny y Menars, siendo nombrado Director de los Edificios del Rey en 1751.
Con su marido, Carlos Guillermo Le Normant d'Étiolles, tuvo una hija educada a semejanza de las princesas reales, llamada Alejandrina, que deseaba casar con uno de los numerosos bastardos de Luis XV, Carlos Emanuel de Vintimille. Pero ante su reticencia se resignó a prometerla al duque de Picquigny, hijo del duque de Chaulnes, Par de Francia y descendiente de una familia de la ilustre casa de Luynes. Alumna desde los seis años del convento de la Asunción, donde las hijas de la alta nobleza eran educadas, la niña murió a los nueve años de una peritonitis aguda producida por una apendicitis. La marquesa, muy afectada, nunca se repuso de la pérdida de su única hija.
En efecto, no tuvo más hijos. De su relación con el rey, Madame de Pompadour sufrió dos abortos, en 1746 y 1749. Su exmarido Le Normant, en desquite, vivió públicamente con su amante, una bailarina, con la que se casó cuando la marquesa murió.

### Fin de su vida
Madame de Pompadour llevó una vida muy ajetreada organizando múltiples eventos para el rey, y murió joven de una neumonía, en Versalles, privilegio final, ya que estaba prohibido que un cortesano muriera en el lugar donde el rey y su corte residen. En Versalles, se quejaba constantemente del aire frío y húmedo de sus grandes apartamentos, echando de menos el pequeño apartamento del ático norte, más fácil de calentar, que ocupó durante los primeros cinco años de su instalación. La noche del 14 al 15 de abril de 1764, el párroco de la Madeleine de la Ville-l'Evêque confesó a la marquesa y le administró la Extrema Unción. Creyendo que estaba dormida, el sacerdote se retiró y la marquesa de Pompadour murmuró: «Un momento más, Padre; nos iremos juntos». Madame de Pompadour fue llevada en camilla a su Hôtel des Réservoirs, donde fue velada durante dos días y dos noches en su habitación, transformada en capilla ardiente. El martes 17 de abril de 1764, por la tarde, se celebró el primer funeral en la iglesia de Notre-Dame de Versailles. El certificado de defunción fue redactado por Juan Francisco Allart. Juana Antonieta está enterrada en París, en la capilla del convento de los capuchinos, junto a su madre Luise Magdalena de La Motte y su hija Alejandrina. En sus disposiciones testamentarias y en ausencia de descendientes, Madame de Pompadour ofreció parte de sus residencias al rey. También legó a sus amigos y sirvientes anualidades de por vida. El resto de sus posesiones, incluyendo el castillo de Menars, se transmitió a su hermano.

## Impulsora de la cultura

### Literatura
Apasionada de las artes y las letras, la marquesa de Pompadour favoreció el proyecto de la Encyclopédie de Diderot y protegió a los enciclopedistas (se pueden ver en su retrato, detrás, algunos tomos de L'Encyclopédie). Apoyó a Voltaire y, al reconciliarlo con Luis XV, le permitió obtener un puesto de historiador en 1745 y una plaza en la Academia Francesa en 1747. Dio trabajo a escultores y pintores como Boucher y a numerosos artesanos en la manufactura de porcelana de Sèvres por ella fundada. Organizó en la corte toda clase de espectáculos, protegió a los escritores, aprendió a grabar, sabía bailar y tocar el laúd (se la puede ver retratada en la pintura de arriba con una partitura en la mano y un laúd en el fondo). Así, esto le dio a los escritores la relativa libertad de difundir ideas polémicas alabando el sistema político inglés y abogando por una monarquía ilustrada. Favoreció, por ejemplo, la publicación de los dos primeros volúmenes de la Enciclopedia de Diderot y D'Alembert, que sin embargo fue condenada por el Parlamento de París. Mientras que un decreto del Consejo del Rey Luis XV prohibía la impresión y distribución de los dos primeros volúmenes de la Enciclopedia el 7 de febrero de 1752, el mismo Consejo reconocía «la utilidad de la Enciclopedia para las Ciencias y las Artes» y Madame de Pompadour y algunos ministros pudieron pedir a d'Alembert y a Diderot que volvieran a trabajar en la Enciclopedia en mayo. Madame de Pompadour también defendió a Montesquieu de las críticas cuando apareció su libro El espíritu de las leyes, publicado en 1748. Montesquieu había entrado en el salón de Madame de Pompadour a través de la popularidad de sus Cartas persas y su poema erótico del Temple de Gnide. Uno de sus oponentes, Claude Dupin, fue el autor de un libro, Reflexiones sobre el espíritu de las leyes, en 1749, que refutaba los argumentos desarrollados por Montesquieu. Claude Dupin, con la ayuda de su esposa Louise de Fontaine, defendió a los financieros atacados por Montesquieu, cuidando de no nombrar al filósofo y observando por sí mismo el anonimato de un hombre prudente y sabio. La reacción de Montesquieu no se hizo esperar y pidió a Madame de Pompadour que interviniera en su nombre. Con su ayuda, Montesquieu obtuvo la supresión de la edición de Claude Dupin. Habiendo elegido al Dr. François Quesnay, jefe de los fisiócratas y fundador de la economía política, como su médico, Madame de Pompadour se convirtió en la protectora del joven movimiento fisiocrático. Las primeras reuniones de la escuela tuvieron lugar en el entresuelo de Quesnay, justo encima de los apartamentos de la marquesa.

### Artes
Madame de Pompadour tenía pasión por la construcción de edificios, jardines y miradores que pusieran de relieve su fortuna. Supervisó los planos y la construcción de monumentos tales como la Plaza de la Concordia y el Pequeño Trianón. Pero su muerte en 1764 no le permitió ser testigo de la finalización de su trabajo del Pequeño Trianón, y fue la nueva favorita del rey, Madame du Barry, quien lo inauguró junto al rey y se estableció allí. Poseía varios palacios y castillos, entre los cuales, como residencia parisina, el Hôtel d'Evreux, mucho más conocido ahora bajo el nombre de Palacio del Elíseo.
Madame de Pompadour fundó la fábrica de porcelana de Sèvres. Antes de esta creación, la porcelana de Francia imitaba la japonesa y sajona.
Luis XV y Madame de Pompadour embellecieron Versalles. Bouchardon, bajo la orden de la Marquesa, dio forma a la mayoría de las grandes figuras de agua, los Dragones, las Quimeras, Apolo y las Musas, y su nombre se encuentra en el Tritón de Neptuno. En Choisy, Madame de Pompadour diseñó el teatro que quería, el arquitecto Gabriel lo construyó y Boucher pintó los decorados. Madame de Pompadour se rodeó de Boucher, de Vien, de Greuze, de van Loo, del primero de los Vernet y del arquitecto Gabriel.
La marquesa fue pintora, pero quedan pocos rastros de estas obras. Sin embargo, sí se conservan varios dibujos, grabando además el retrato del heredero de la Corona. En esta última disciplina se mostró muy hábil en el trabajo sobre cobre y piedra fina, grabando toda una serie de temas bajo la dirección de Guay, conservados en el Departamento de Impresiones y Dibujos de la Biblioteca Imperial. En estos grabados, Madame de Pompadour representa niños, animales, escenas mitológicas, sobre todo romanas, escenas de acontecimientos como la alianza entre Francia y Austria y retratos de la familia real, como el rey Luis XV o el Delfín con su esposa. 
Compuso la popular canción infantil Nous n'irons plus au bois, y el músico Jean Louis Cuchot d'Herbain escribió para ella una sonata llamada VI Trío Sonata para dos violines y bajos dedicada a Madame la Marquise de Pompadour. 
En la Corte de Versalles la marquesa había puesto de moda óperas con grandes cambios a la vista: palacios, bosques, jardines, porque amaba a los artistas. Le apasionaba mezclar música, versos, diálogos y decorados diseñados por Watteau, Lancret y Boucher. Recomendó a van Loo hacer el retrato de Luis XV que se exhibe desde 1763 en el salón. Encargó para el jardín de Choisy en Bourchardon un tema encantador que ella misma dibujó, el Amor Adolescente que rompió el garrote de Hércules y la espada de Marte para hacer carcaj y flechas, una imagen del poder del amor sobre la fuerza material. Con sus dibujos Bouchardon preparó la estatua ecuestre del Rey. 
Madame de Pompadour esculpió en ágata la Amistad por Boucher, la deidad de la casa. Grabó en un hermoso topacio indio el Templo de la Amistad, el sello del Rey en esmeralda, y en cornalina los retratos del Delfín y la Delfina.
A Madame de Pompadour y al Marqués de Marigny, su hermano pequeño, debemos el desarrollo de la Escuela de Roma y la institución de los grandes premios de pintura y arquitectura. La marquesa también fue responsable de la primera exposición de pinturas en el Louvre en 1758, donde brillaron las obras de Vanloo, Boucher, Greuze, Vernet y Vien. El catálogo de esta exposición fue hecho por críticos de arte, especialmente Diderot.
En el pastel de la marquesa de Pompadour de Latour, conservado en el Louvre de París, hay una consola (un hermoso mueble que sirve de adorno en el salón), un gran volumen con este título la Enciclopedia.
El 15 de abril de 1764, agotada por veinte años de vida en la corte, falleció en Versalles, a la edad de 42 años. Viendo la lluvia caer cuando salía el ataúd de su amante de Versalles, Luis XV dijo esta cínica frase: «La marquise n'aura pas beau temps pour son voyage.» («La marquesa no tendrá buen tiempo para su viaje.»).

### Gastronomía

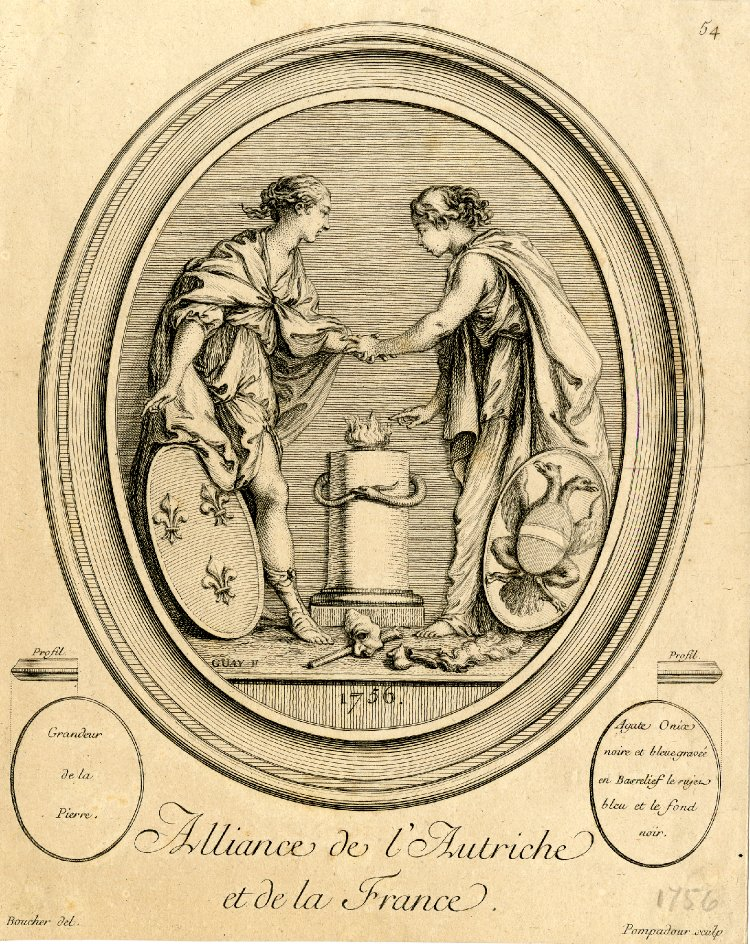
Alegoría de la alianza entre Austria y Francia tras el Tratado de Versalles. Grabado encargado por M. de Pompadour, Gallica (Biblioteca Nacional de Francia), 1751, pp.126

Varias leyendas rodean el personaje de la marquesa de Pompadour. Se dice que tenía una verdadera pasión por la sopa de trufas y apio bañados en tazas de chocolate ambarino «calentando los espíritus y las pasiones». Además, propició el consumo del champán, del cual decía que aumentaba su belleza. Se dice que la forma de la primera copa de champán fue modelada basándose en la del pecho perfecto de la marquesa. En un ámbito diferente, Madame de Pompadour, tratando de consolar el rey después de la derrota de Rossbach, habría hecho esta observación, que se ha hecho famosa: «Au reste, après nous, le déluge.» («Por lo demás, después de nosotros, que caiga el diluvio.»).

## Cultura popular
- El color rosa clásico de la Porcelana de Sèvres es llamado rose de Pompadour en su honor.
- El peinado Pompadour fue nombrado sobre la base de Madame de Pompadour.

## Cine y televisión
Madame de Pompadour ha sido representada en la pantalla en cine y televisión en diversas ocasiones, iniciando con Madame Pompadour, en 1927, donde fue interpretada por Dorothy Gish, y en 1931 por Anny Ahlers. En 1952, en Fanfan la Tulipe, Gérard Philipe posee el papel principal de Fanfan y Geneviève Page tiene el de Madame de Pompadour, y en su nueva versión en 2003, Vincent Pérez asume el papel de Fanfan y Hélène de Fougerolles, el de Madame de Pompadour. La marquesa aparece en la película Si Versailles m'était conté, de Sacha Guitry, en 1954. También, el episodio 4 de La chimenea del tiempo» de la serie Doctor Who, segunda temporada de 2006, La chica en la chimenea la representa durante varias etapas de su vida, desde los siete años hasta el momento de la salida de su ataúd bajo la lluvia. La marquesa aparece en la película Louis XV, le Soleil noir. También aparece en dos documentales, La Pompadour a-t-elle mené Louis XV à sa perte ?,  en Secrets d'histoire, y Louis XV, l'homme qui aimait trop les femmes, en L'Ombre d'un doute.

## Otros
- Madame Pompadour es una opereta alemana, con música de Leo Fall y libreto de Rudolph Schanzer y Ernst Welisch, que ha tenido exitosas adaptaciones en Londres (1923) y Broadway (1924).
- Fue el tema de diversos retratos durante su vida.[16]
- En los Premios MTV de 1990, la cantante Madonna realizó una presentación de su canción «Vogue», inspirándose en Madame Pompadour.
- En la serie de animación japonesa Le chevallier d'Eon, Madame de Pompadour es quien está en contra del Reino de Francia.
- «La Pompadour» o la «Santa Catalina de Riccis», en Guantánamo, se nombra la Tumba francesa localizada en esta ciudad de Cuba, institución vigente hoy en varias sociedades y que forma parte del sistema de manifestaciones culturales de música y danza proclamadas en 2003 en la Lista representativa del Patrimonio Cultural Inmaterial de la Humanidad por la Unesco.
- En el segundo acto de la ópera La dama de picas, de Piotr Ilich Chaikovski, el personaje de la Condesa rememora los grandes nombres de artistas en su pasado, mencionando: «¡Y algunas veces hasta la marquesa de Pompadour en persona!».[17]
- El diseñador de zapatos de lujo británico Rupert Sanderson, inspirado en los zapatos de Madame de Pompadour, ha creado una línea de zapatos para su colección otoño-invierno 2012-2013
- La Marquesa de Pompadour es la efigie de una moneda de plata de 10 euros publicada en 2012 por la Monnaie de París, para la colección «Les Euros des Régions», para representar a la región del Lemosín, donde poseía una finca.
- Creación de la rosa «Madame de Pompadour»" (criador Gaujard).